# Argenna yakima
Argenna yakima is een spinnensoort in de taxonomische indeling van de kaardertjes (Dictynidae).
Het dier behoort tot het geslacht Argenna. De wetenschappelijke naam van de soort werd voor het eerst geldig gepubliceerd in 1958 door Ralph Vary Chamberlin  & Willis J. Gertsch.